# Champions Trophy mannen 1982
De vierde editie van de strijd om de Champions Trophy had plaats van zondag 6 juni tot en met zondag 13 juni 1982 in het Wagener-stadion in Amstelveen. Deelnemende landen aan het mondiale hockeytoernooi waren: Australië, India, gastland en titelverdediger Nederland, Sovjet-Unie, Pakistan en West-Duitsland.

## Uitslagen
- Nederland - Australië 4-3
- Pakistan - West-Duitsland 6-1
- India - Sovjet-Unie 4-2

- Pakistan - Sovjet-Unie 5-2
- Nederland - West-Duitsland 3-3
- Australië - India 7-2

- Nederland - India 5-2
- Pakistan - Australië 4-4
- India - West-Duitsland 3-2

- Nederland - Sovjet-Unie 2-0
- Pakistan - India 4-5
- West-Duitsland - Australië 2-2

- Australië - India 7-2
- West-Duitsland - Sovjet-Unie 2-0
- Nederland - Pakistan 7-2

## Eindstand
| №      | Land           | WG | W | G | V | DV | DT | +/– | Punten |
| ------ | -------------- | -- | - | - | - | -- | -- | --- | ------ |
| Goud   | Nederland      | 5  | 4 | 1 | 0 | 21 | 10 | +11 | 9      |
| Zilver | Australië      | 5  | 2 | 2 | 1 | 20 | 14 | +6  | 6      |
| Brons  | India          | 5  | 3 | 0 | 2 | 16 | 20 | −4  | 6      |
| 4      | Pakistan       | 5  | 2 | 1 | 2 | 21 | 19 | +2  | 5      |
| 5      | West-Duitsland | 5  | 1 | 2 | 2 | 10 | 14 | −4  | 4      |
| 6      | Sovjet-Unie    | 5  | 0 | 0 | 5 | 6  | 17 | −11 | 0      |

## Topscorers
| 1. | Ties Kruize  | Nederland | 9 doelpunten |
|    | Craig Davies | Australië | 9 doelpunten |

Mannen:
Lahore 1978 ·
Karachi 1980 ·
Karachi 1981 ·
Amstelveen 1982 ·
Karachi 1983 ·
Karachi 1984 ·
Perth 1985 ·
Karachi 1986 ·
Amstelveen 1987 ·
Lahore 1988 ·
Berlijn 1989 ·
Melbourne 1990 ·
Berlijn 1991 ·
Karachi 1992 ·
Kuala Lumpur 1993 ·
Lahore 1994 ·
Berlijn 1995 ·
Chennai 1996 ·
Adelaide 1997 ·
Lahore 1998 ·
Brisbane 1999 ·
Amstelveen 2000 ·
Rotterdam 2001 ·
Keulen 2002 ·
Amstelveen 2003 ·
Lahore 2004 ·
Chennai 2005 ·
Barcelona 2006 ·
Kuala Lumpur 2007 ·
Rotterdam 2008 ·
Melbourne 2009 ·
Mönchengladbach 2010 ·
Auckland 2011 ·
Melbourne 2012 ·
Bhubaneswar 2014 ·
Londen 2016 ·
Breda 2018
Vrouwen:
Amstelveen 1987 ·
Frankfurt 1989 ·
Berlijn 1991 ·
Amstelveen 1993 ·
Mar del Plata 1995 ·
Berlijn 1997 ·
Brisbane 1999 ·
Amstelveen 2000 ·
Amstelveen 2001 ·
Macau 2002 ·
Sydney 2003 ·
Rosario 2004 ·
Canberra 2005 ·
Amstelveen 2006 ·
Quilmes 2007 ·
Mönchengladbach 2008 ·
Melbourne 2009 ·
Nottingham 2010 ·
Amstelveen 2011 ·
Rosario 2012 ·
Mendoza 2014 ·
Londen 2016 ·
Changzhou 2018